# Vinodolia lacustris
Vinodolia lacustris е вид охлюв от семейство Hydrobiidae. Видът е критично застрашен от изчезване.

## Разпространение и местообитание
Разпространен е в Албания и Северна Македония.
Обитава крайбрежията на сладководни басейни.

## Описание
Популацията на вида е намаляваща.